# Arent Möller
Arent Möller, född den 5 november 1621 i Riga, död den 25 april 1692 på Utdala i Oppeby socken, Östergötlands län, var en svensk ämbetsman. 
Möller blev hovjunkare 1646. Han fick 1649 förnyelse på adelskapet och blev samma år introducerad. Möller blev underståthållare i Narva 1653 och landshövding i Narva och över dess län 1667.  Han och hans fru förärade år 1660 ett dopbäcken till Oppeby kyrka. Möller gravsattes i Dalhems kyrka.
Arent Möller var son till Johan Möller, adlad Möller. Han gifte sig första gången Barbro Stiernfelt, dotter till Peder Mattsson Stiernfelt och dotterdotter till Peder Eriksson, och andra gången 1667 med Metta Stake i hennes andra gifte. Andra hustrun var dotter till Olof Stake och Anna Ribbing. Genom en dotter i första äktenskapet var han morfar till Mattias Gustaf Staël von Holstein.